# Evan Rachel Wood

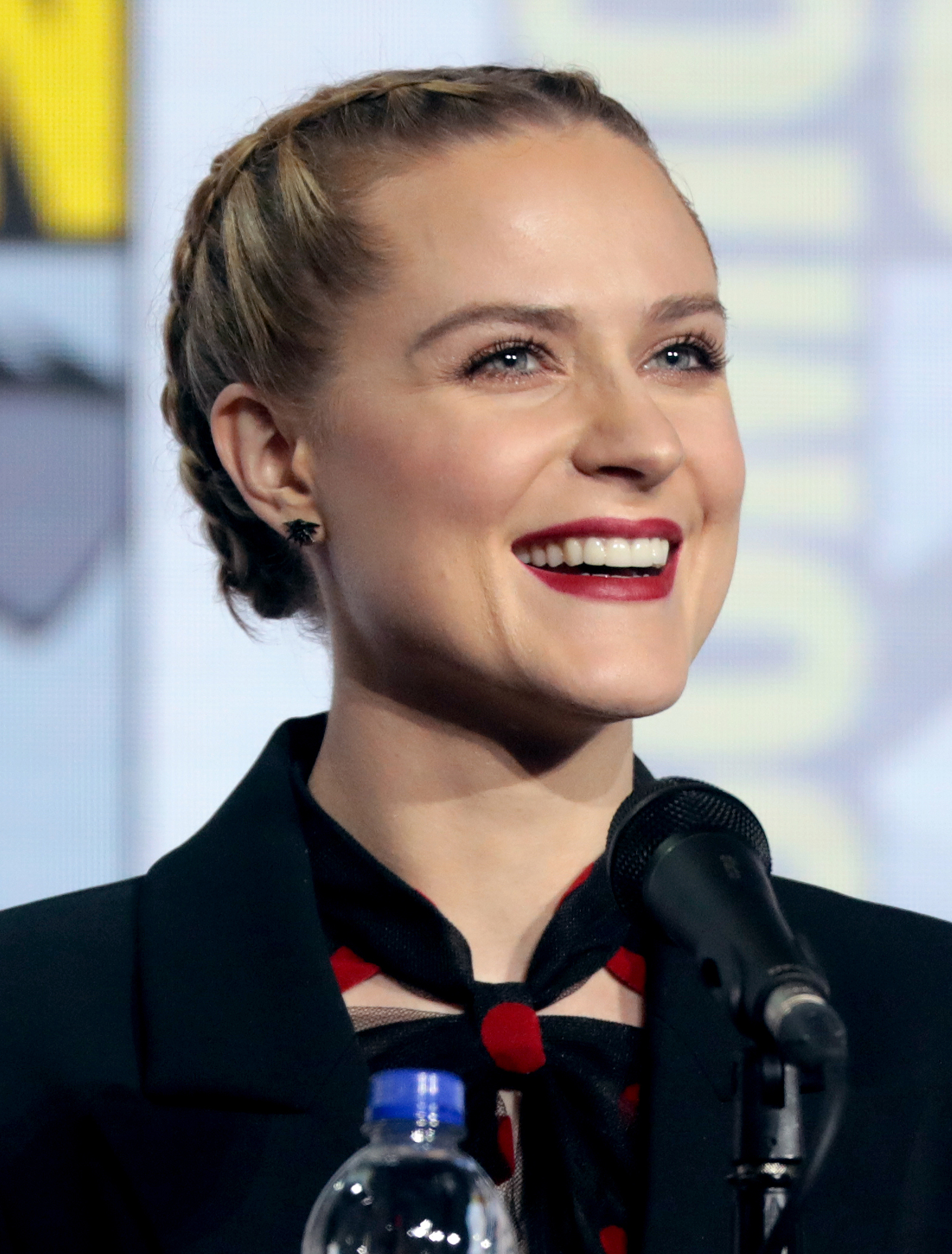
Evan Rachel Wood auf der San Diego Comic-Con (2019)

Evan Rachel Wood (* 7. September 1987 in Raleigh, North Carolina) ist eine US-amerikanische Schauspielerin. Ab Mitte der 1990er Jahre Kinderdarstellerin, wurde sie einem internationalen Publikum vor allem durch ihre preisgekrönte Hauptrolle in dem Spielfilm Dreizehn (2003) bekannt. Sie hat bisher in über 50 Film- und Fernsehproduktionen mitgewirkt.

## Leben

### Kindheit und erste Filmrollen
Als Kind spielte Evan Rachel Wood in den Theaterstücken ihres Vaters Ira David Wood III, der in einem Park in Raleigh das Theatre In The Park gegründet hatte. Wood trat in dem experimentellen Theater u. a. neben ihrem Vater, ihrer Mutter Sara Lynn Moore und ihren beiden älteren Brüdern Dana, der heute Musiker ist, und Ira David Wood IV auf. Im Alter von fünf Jahren bewarb sie sich um die Rolle des kindlichen Vampirs Claudia in Neil Jordans Interview mit einem Vampir. Der Part ging an die fünf Jahre ältere Kirsten Dunst.
Nach der Scheidung der Eltern im Jahr 1996 zog Wood mit ihrer Mutter und ihrem Bruder Ira nach Los Angeles. Dort sammelte sie Erfahrungen beim Fernsehen, unter anderem mit Auftritten in den Serien American Gothic und Touched By An Angel. 1998 übernahm sie den kleinen Part als Sandra Bullocks Filmtochter in der Kinokomödie Zauberhafte Schwestern und die Hauptrolle in Timothy Huttons Regiedebüt Träume bis ans Ende der Welt. In dem Drama agierte sie neben Kevin Bacon und Mary Stuart Masterson als verstörte Harriet, die nach dem Tod ihrer Mutter Trost bei einem 30-jährigen behinderten Mann sucht. Nach ihrer Rolle als Chloe Waters in der dritten Staffel der Krimiserie Profiler war sie in der von der Kritik hochgelobten Familienserie Noch mal mit Gefühl (Once and Again) zu sehen. Als Jessie Sammler gab sie den magersüchtigen Teenagern Amerikas ein Gesicht und wurde u. a. im Jahr 2000 für einen YoungStar Award als beste jugendliche Darstellerin in einer Fernsehdramaserie nominiert.
Wood verfügt über eine Gesangs- und Tanzausbildung und besitzt den Schwarzen Gürtel in Taekwondo.

### Filmkarriere
Im Jahr 2002 spielte Evan Rachel Wood in Andrew Niccols Mediensatire S1m0ne die Filmtochter von Al Pacino und Catherine Keener, die den Schwindel um einen fiktiven Medienstar aufdeckt. Im Jahr darauf hatte sie mit der Hauptrolle in Catherine Hardwickes Drama Dreizehn den Durchbruch im Filmgeschäft. Für ihr Porträt der 13-jährigen Musterschülerin Tracy, die durch die Freundschaft zur angesagten Mitschülerin Evie (gespielt von Nikki Reed) in eine Welt voll von Konsum, Drogen und Sex entgleitet, wurde sie von der Kritik gefeiert und 2004 neben so etablierten Schauspielerinnen wie Nicole Kidman (Unterwegs nach Cold Mountain) oder Uma Thurman (Kill Bill: Vol. 1) für den Golden Globe als beste Hauptdarstellerin in einem Drama nominiert.
Mittlerweile gilt Wood in Hollywood als eine der talentiertesten Nachwuchsschauspielerinnen. Sie arbeitete bis 2006 an sechs Filmprojekten, darunter die Dramen Down in the Valley (an der Seite von Edward Norton) und die Tragikomödie Krass (mit Annette Bening und Gwyneth Paltrow). 2005 erschien sie mit ihrem Freund Jamie Bell im Musikvideo Wake Me Up When September Ends der US-amerikanischen Punkrockband Green Day. 2007 wurde sie für ihre Leistung in dem Drama Krass (2006) mit der Trophée Chopard der 60. Filmfestspielen von Cannes ausgezeichnet. Ab dem Jahr 2009 war sie als die glamouröse wie bankrotte Vampir-Königin Sophie Anne Leclerq in der HBO-Serie True Blood zu sehen.
Seit 2016 spielt Wood die Hauptrolle der Dolores Abernathy in der HBO-Serie Westworld.
2018 wurde sie in die Academy of Motion Picture Arts and Sciences berufen, die jährlich die Oscars vergibt.

### Privatleben
Von 2005 bis 2006 war Wood mit dem britischen Schauspieler Jamie Bell liiert, den sie 2005 beim Sundance Film Festival kennengelernt hatte. Mit Unterbrechungen war Evan Rachel Wood bis 2010 mit dem Musiker Marilyn Manson liiert, der ihr unter anderem den Song Heart-Shaped Glasses (2007) widmete und in dessen Musikvideo sie auch auftrat. Am 30. Oktober 2012 heiratete sie Jamie Bell. Am 29. Juli 2013 wurden die beiden Eltern eines Sohnes. Im Mai 2014 gaben Wood und Bell ihre Trennung bekannt. 2016 gründete sie mit Zach Villa die Band Rebel and a Basketcase. Im Januar 2017 gaben die beiden ihre Verlobung bekannt, die sie im September wieder lösten.
In einem Interview mit dem Magazin Marie Claire sprach Wood über ihre Bisexualität. Ende 2016 erwähnte sie in einem Interview, mehrere Male sexuell missbraucht und vergewaltigt worden zu sein. Am 1. Februar 2021 veröffentlichte Wood auf Instagram ein Statement, in dem sie angab, von ihrem Ex-Partner Marilyn Manson mehrere Jahre auf multiple Weise missbraucht worden zu sein. Weitere vier Frauen schlossen sich noch am selben Tag Woods Anschuldigungen an.
Evan Rachel Wood lebt in New York.

## Filmografie (Auswahl)

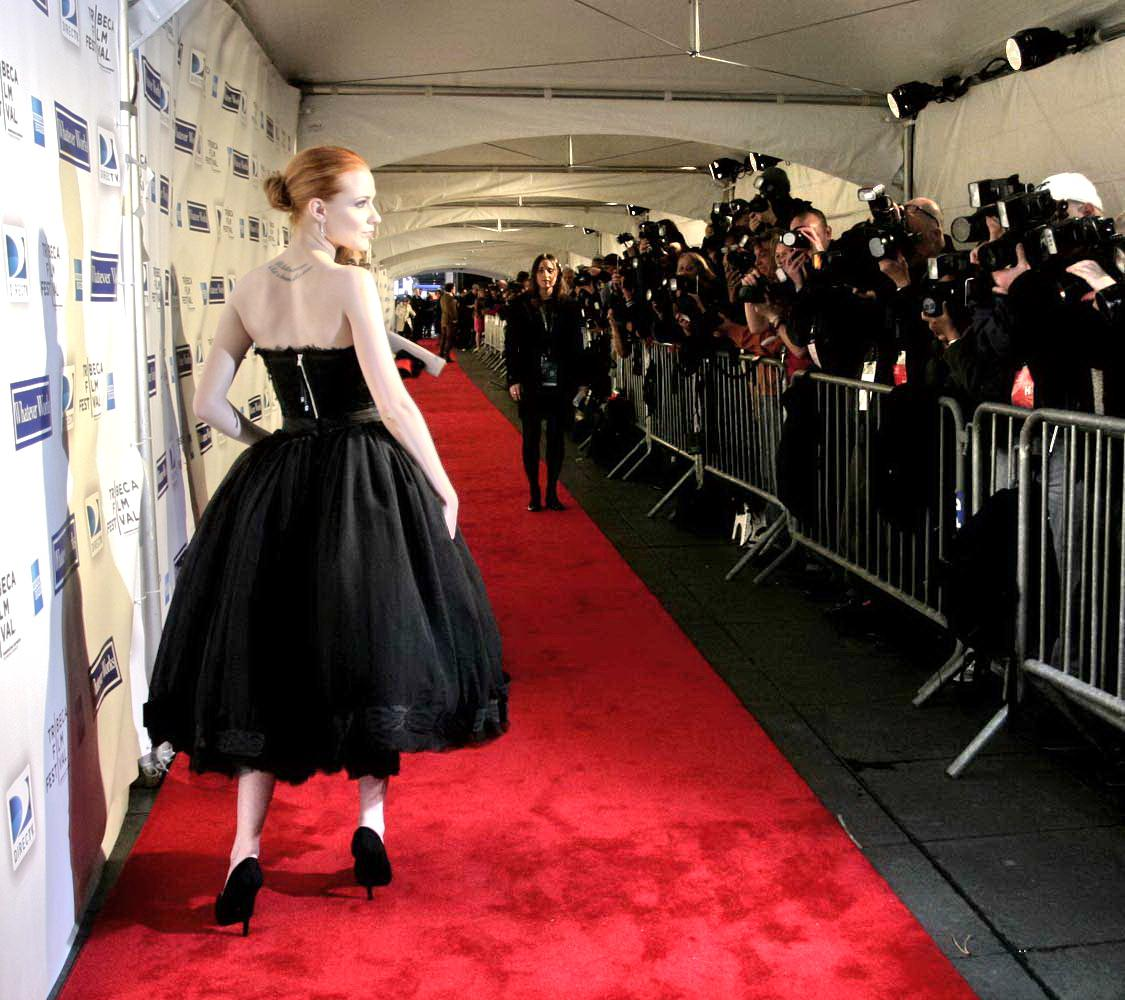
Wood beim Tribeca Film Festival (2009)

- 1998: Träume bis ans Ende der Welt (Digging to China)
- 1998: Zauberhafte Schwestern (Practical Magic)
- 1998–1999: Profiler (Fernsehserie, 6 Folgen)
- 1999: Noch mal mit Gefühl (Once and Again, Fernsehserie, 56 Folgen)
- 1999: Roadblock (Detour)
- 2000: Ein Hauch von Himmel (Touched By An Angel, Fernsehserie, Folge: Die Büchse der Pandora)
- 2001: Emilys Geheimnisse (Little Secrets)
- 2002: S1m0ne
- 2003: Dreizehn (Thirteen)
- 2003: CSI: Den Tätern auf der Spur (CSI: Crime Scene Investigation, Fernsehserie, Folge 3x12)
- 2003: The Missing
- 2005: High School Confidential (Pretty Persuasion)
- 2005: An deiner Schulter (The Upside of Anger)
- 2005: Down in the Valley
- 2006: Krass (Running With Scissors)
- 2006: Happy Fish – Hai-Alarm und frische Fische (Shark Bait, Stimme)
- 2007: King of California
- 2007: Das Leben vor meinen Augen (The Life Before Her Eyes)
- 2007: Terra
- 2007: Across the Universe
- 2008: The Wrestler – Ruhm, Liebe, Schmerz (The Wrestler)
- 2009: Whatever Works – Liebe sich wer kann (Whatever Works)
- 2009–2011: True Blood (Fernsehserie, 7 Folgen)
- 2010: Die Lincoln Verschwörung (The Conspirator)
- 2010: Mildred Pierce (Miniserie)
- 2011: The Ides of March – Tage des Verrats (The Ides of March)
- 2013: Lang lebe Charlie Countryman (The Necessary Death of Charlie Countryman)
- 2013: iLove: geloggt, geliked, geliebt (A Case of You)
- 2014: Barfuß ins Glück (Barefoot)
- 2015: Strange Magic (Stimme)
- 2015: Into the Forest
- 2015: Doll & Em (Fernsehserie, 5 Folgen)
- 2016–2022: Westworld (Fernsehserie)
- 2018: Allure
- 2018–2019: Drunk History (Fernsehserie, 2 Folgen)
- 2019: Die Eiskönigin II (Frozen II, Stimme)
- 2020: Kajillionaire
- 2020: Viena and the Fantomes
- 2022: Weird: Die Al Yankovic Story (Weird: The Al Yankovic Story)
- 2023: Backspot

## Diskografie (Auswahl)
- 2019: Show Yourself (mit Idina Menzel)
- 2020: All Is Found (US: ×2Doppelplatin )

## Auszeichnungen

### Golden Globe Award
- 2004: Nominierung als beste Hauptdarstellerin – Drama für Dreizehn
- 2012: Nominierung als beste Nebendarstellerin – Serie, Mini-Serie oder TV-Film für Mildred Pierce
- 2017: Nominierung als beste Serien-Hauptdarstellerin – Drama für Westworld

### Emmy
- 2011: Nominierung als beste Nebendarstellerin in einer Miniserie oder einem Fernsehfilm für Mildred Pierce
- 2017: Nominierung als beste Hauptdarstellerin in einer Dramaserie für Westworld
- 2018: Nominierung als beste Hauptdarstellerin in einer Dramaserie für Westworld

### Critics’ Choice Movie Award
- 2004: Nominierung als Beste Jungdarstellerin für Dreizehn

### Critics’ Choice Television Award
- 2018: Auszeichnung als Beste Hauptdarstellerin in einer Dramaserie für Westworld

### Screen Actors Guild Award
- 2004: Nominierung als Beste Hauptdarstellerin für Dreizehn
- 2017: Nominierung als Bestes Schauspielensemble in einer Dramaserie für Westworld

### Weitere
Bratislava International Film Festival
- 2003: Spezielle Ehrung für Dreizehn

Golden Satellite Award
- 2004: Nominierung als beste Hauptdarstellerin (Drama) für Dreizehn

Las Vegas Film Critics Society Award
- 2004: Beste jugendliche Darstellerin für Dreizehn

MTV Movie Award
- 2004: Nominierung als beste Newcomerin für Dreizehn

Phoenix Film Critics Society Award
- 2004: Beste Newcomerin für Dreizehn

Prism Award
- 2004: Beste Darstellerin für Dreizehn

Young Artist Award
- 1999: Nominierung als beste jugendliche Darstellerin für Zauberhafte Schwestern
- 2000: Nominierung als beste jugendliche Darstellerin in einer Fernsehdramaserie für Profiler
- 2001: Bestes Schauspielensemble in einer Fernsehserie für Noch mal mit Gefühl (zusammen mit Meredith Deane und Julia Whelan)
- 2003: Nominierung als beste jugendliche Hauptdarstellerin für Little Secrets
- 2004: Nominierung als beste jugendliche Hauptdarstellerin für The Missing

Young Hollywood Award
- 2003: Beste Newcomerin (zusammen mit Mila Kunis)

YoungStar Award
- 1999: Beste jugendliche Darstellerin in einer Fernsehminiserie oder Fernsehfilm für Down Will Come Baby
- 2000: Beste jugendliche Darstellerin in einer Fernsehdramaserie für Noch mal mit Gefühl